# Johann Christoph von Westerstetten
Johann Christoph von Westerstetten (né le 6 janvier 1563 au château de Wasseralfingen (de), mort le 28 juillet 1637 à Eichstätt) est prince-évêque d'Eichstätt de 1612 à sa mort.

## Biographie
Johann est le fils de Wolfgang Rudolf von Westerstetten zu Altenberg, un pfleger (de) de Wasseralfingen, et d'Ursula von Riedheim (de) zu Wasseralfingen. La maison de Westerstetten est une famille ministérielle souabe.
Il étudie en 1575 à l'université de Dillingen (de), en 1581 à l'université d'Ingolstadt, en 1584 à l'Université de Dole. En 1575, il devient chanoine de l'abbaye d'Ellwangen, en 1589 chanoine à Eichstätt, où il est le doyen du chapitre de 1592 à 1602 et possède l'Ulmer Hof de 1590 à 1595 et à partir de 1601 vit au domaine de Lamberg sur la Residenzplatz actuelle. Il est ordonné prêtre le 11 août 1589 à Augsbourg. À partir de 1600, il est également doyen du chapitre de la cathédrale d'Augsbourg. Coadjuteur depuis 1602, il est élu prince-prévôt d'Ellwangen (de) le 24 juillet 1603. De 1603 à 1608, il convertit le château d'Ellwangen (de) en un château Renaissance à quatre ailes avec des attaches de tour d'angle octogonales. À partir de 1592, il est également conseil épiscopal d'Eichstätt.
Le 4 décembre 1612, il est élu évêque d'Eichstätt par le chapitre de chanoines et consacré évêque par Henri V de Knöringen, l'évêque d'Augsbourg le 14 avril 1613. Se mettant dans la lignée de ses prédécesseurs lors de la capitulation électorale, il rompt cependant et collabore avec les Jésuites à qui il confie le Collegium Willibaldinum. À Ellwangen, son confesseur était jésuite. Le Collège des Jésuites, qui appartient à la Province de l'Ordre de la Haute-Allemagne jusqu'en 1769, est créé le 19 octobre de la même année sous la direction du supérieur et (à partir de 1616) du recteur père Nikolaus Gall. En 1616, l'évêque remet temporairement l'église Saint-Jean-Baptiste (de) à côté de la cathédrale, qui était utilisée par les dominicains, aux jésuites. De 1617 à 1620, l'église des jésuites est construite à côté du Collegium Willibaldinum, que l'évêque consacre le 30 août 1620 avec les évêques d'Augsbourg et de Bamberg. En 1627, l'évêque place définitivement deux jésuites à la collégiale de Herrieden ; elle disparaît à la prise de la ville par les Suédois en 1633. Les jésuites, inquiets de leur indépendance, refusent cependant de prendre la direction de 1626 à 1628 du séminaire épiscopal et de l'alumnat qui, par conséquent, ne pouvaient acquérir aucune importance en tant qu'établissement d'enseignement. Le Collegium est reconstruit de 1624 à 1626 et sera à nouveau reconstruit lorsqu'il est détruite avec l'église le 12 février 1634 dans l'incendie de la ville par les Suédois au moment de la guerre de Trente Ans ; les jésuites s'étaient mis en sûreté dans la résidence de l'évêque, au château Saint-Willibald (de), tandis que le prince-évêque s'était enfui à Ingolstadt.
En 1617, l'évêque s'allie à la Ligue catholique et prouva ainsi qu'il fait partie de la politique bavaroise.
Pendant l'épiscopat de Johann Christoph, la moitié des zones de son diocèse convertie au protestantisme redevient catholique. Après le mariage de Wolfgang-Guillaume de Neubourg en 1613 avec Madeleine de Bavière, le sud de la région diocésaine et le sud du Haut-Palatinat reviennent à la foi catholique, le catholicisme y redevenant une religion prescrite par la loi de l'État, comme à nouveau avec l'électeur de Bavière Maximilien.
Dans les parties de son diocèse restées catholiques, l'évêque est dans l'esprit du concile de Trente et visite les paroisses et tient des congrès capitulaires dans les doyennés. À cette fin, il publie des statuts en 1621. Il promeut la piété populaire et la vénération des saints et soutient les confréries religieuses et les congrégations laïques. En 1623, l'évêque appelle les capucins à Eichstätt pour la pastorale et leur donne l'ancien Schottenkloster. Le 3 mars 1623, la première pierre d'une nouvelle église monastique est posée, elle est inaugurée le 12 octobre de la même année. De 1629 à 1631, il reconstruit l'église de l'abbaye Sainte-Walburge (de).
En 1613, il reconstruit le château de Wahrberg (de). Il agrandit l'évêché en 1617 avec des biens à Hausen et Pfalzpaint. En 1618, il installe un orphelinat dans la résidence épiscopale. En 1622, il achète le château d'Eybburg (de). En 1630, il acquiert le château de Cronheim (de). Avec la ville d'Eichstätt, l'évêque construit la fontaine Saint-Willibald (de) de 1625 à 1628 avec la statue en bronze de Willibald par Hans Krumpper, reconstruit en 1695 devant la mairie d'Eichstätt. Il continue la nouvelle résidence de son prédécesseur Johann Konrad von Gemmingen et achève l'aile sud de Gemmingen, mais attache de l'importance à la fortification du château en raison des temps troublés.
Alors que le château survit dans une certaine mesure aux Suédois en 1634, les trois quarts de la ville sont en cendres.
Le 21 octobre 1636, le doyen du chapitre Marquard Schenk von Castell est élu coadjuteur avec droit de succession. Cependant, le prince-évêque démissionnaire continue ses affaires spirituelles et séculières jusqu'à peu de temps avant sa mort. Lorsqu'il meurt six mois plus tard, il est enterré dans le chœur oriental de la cathédrale ; son souhait d'être enterré dans l'église des Jésuites ne peut pas être réalisé à cause de sa destruction par les Suédois. Sa pierre tombale se trouve maintenant dans le cloître de la cathédrale d'Eichstätt.
Johann Christoph von Westerstetten est un chasseur de sorcières pendant son séjour à Ellwangen. À la fin de sa présence à Ellwangen, environ 260 exécutions pour sorcellerie ont eu lieu en 1611 et 1612. En tant qu'évêque d'Eichstätt, Johann Christoph von Westerstetten poursuit la chasse aux sorcières dans la principauté dans une bien plus grande mesure que ses prédécesseurs. Au cours de son épiscopat de 1613 à 1630, au moins 199 procès pour sorcellerie et 176 exécutions de 150 femmes et 26 hommes pour sorcellerie peuvent être prouvés. L'évêque auxiliaire de Bamberg Friedrich Förner (de) dédie ses sermons sur la sorcellerie, imprimés en 1625, à Johann Christoph von Westerstetten.